# Рејмонд (Јужна Дакота)
Рејмонд (енгл. Raymond) град је у америчкој савезној држави Јужна Дакота.

## Демографија
По попису из 2010. године број становника је 50, што је 36 (-41,9%) становника мање него 2000. године.
| Група             | 2000.      | 2010.      |
| Белци             | 82 (95,3%) | 48 (96,0%) |
| Афроамериканци    | 0 (0,0%)   | 1 (2,0%)   |
| Азијати           | 0 (0,0%)   | 0 (0,0%)   |
| Хиспаноамериканци | 4 (4,7%)   | 1 (2,0%)   |
| Укупно            | 86         | 50         |